# Alessandro Strozzi (militare)

Stemma degli Strozzi

Alessandro Strozzi (Mantova, 7 dicembre 1758 – Ferrara, 3 marzo 1817) è stato un militare italiano suddito degli Asburgo.

## Biografia
Era figlio di Filippo Strozzi (1708-1773) e di Margherita Emili di Verona.
Entrò giovanissimo nelle milizie al servizio di Maria Teresa d'Austria. Divenuto ufficiale dei Granatieri, seguì il feldmaresciallo austriaco Ernst Gideon von Laudon nella guerra contro i Turchi. Nel 1790, col grado di capitano, partecipò alle guerre del Belgio contro i francesi e qui rimase ferito. Nel 1797 comandò un battaglione di fanti contro i francesi in Svizzera, rimanendo nuovamente ferito. Nel 1801 combatté in Polonia e ritornò in Italia col grado di colonnello, risedendo a Ferrara. Quando la città nel 1818 venne occupata dagli Austriaci, Strozzi venne eletto comandante dell piazza. Fu inviato a Vienna per complimentare l'imperatore d'Austria Francesco II.
Morì nel 1817.

## Discendenza
Alessandro sposò Guglielmina Stein di Worms ed ebbero sei figli:
- Carlo, sposò Giorgina Stricland;
- Matilde, sposò Stefano Martoni;
- Cristina, sposò Gaetano Gioia;
- Luigi, militare e Senatore del Regno;
- Eleonora, sposò Francesco Buris;
- Massimiliano, militare, Sposò Beatrice di Laval Nugent.